# 문장 (언어학)
언어학에서 문장(文章, 문화어: 글토막) 또는 월은 완결된 의미를 표현하기 위하여 의미적 관계를 이루는 요소들이 결합된 것으로, '생각이나 감정을 말과 글로 표현할 때 완결된 내용을 나타내는 최소의 단위'이나 특히 '어떠한 느낌이나 사상·생각 등을 글자로 적어 나타낸 것'을 가리킬 때 사용되기도 한다. 문장은 하나의 주어(주어부)와 하나의 서술어(서술부)를 갖추는 것이 원칙이며, 하나의 문장이 끝났음을 나타내기 위해서는 마침표(.), 물음표(?), 느낌표(!) 따위를 찍어야 하는데, 이러한 부호들은 문장이 하나의 독립된 언어 형식을 갖추었음을 나타내는 것이다. 여기에서 주어는 단독으로 또는 구와 절등이 관형어와 함께 '주어부'를 이루며, 서술어는 목적어·보어 등과 함께 '서술부'를 이룬다.
문장은 일정한 의미를 지니며, 그것을 쓰는 사람의 특징, 즉 사상·감정·억양·어조 등을 포함해서 사람됨 전체까지도 나타내 준다.

## 문장의 성분
문장을 이루는 구성 요소를 '성분(成分)'이라고 한다. 문장은 한 개 이상의 성분이 결합해서 이루어진다. 문장의 가장 기본적인 성분은 서술어이며, 다른 성분들은 서술어와 직접적 혹은 간접적으로 결합되어 있다.
성분의 재료
모든 단어는 문장 성분의 기본적인 재료이다. 단, 조사는 홀로 문장 성분이 되지 못하며, 반드시 다른 말과 결합되어 어절을 이룸으로써 문장 성분이 된다. 또, 문장 성분은 단어뿐만 아니라 구나 절로 이루어지기도 한다.
주어부와 서술부
하나의 문장은 주어부와 서술부로 크게 나눌 수 있다. 주어부는 주어와 주어에 딸린 성분 전부를 가리키며, 서술부는 서술어와 서술어에 딸린 성분, 즉 주어부를 제외한 서술어·목적어·보어와 그것을 꾸며 주는 말들을 일컫는다.

### 주성분
문장의 골격을 이루는 성분으로, 문장을 성립시키는 데 있어서 꼭 필요한 성분이다. 주성분에는 주어·서술어·목적어·보어 등이 있다.
주어

서술하는 주체를 나타내는 문장 성분으로 문장에서 가장 핵심이 되는 말이다. '무엇이 어찌하다' '누가 무엇이다' '누가 어떠하다'에서 '무엇이' '누가'에 해당하는 말이 주어이다. 주어는 체언과 체언에 해당하는 말에 주격 조사가 결합하여 이루어진다. 그런가 하면 주격 조사 대신 보조사를 결합시켜서도 주어로 사용할 수 있으며, 보조사에 주격 조사를 결합시키거나, 주격 조사를 생략시키는 수도 있다! 
아기가 논다. (체언+주격 조사) 
너는 정말 예쁘다. (체언+보조사) 
너만이 그 일을 할 수 있다. (체언+보조사+주격 조사) 
너 오늘 상 탔니? (주격 조사 생략)

서술어
문장의 주체가 되는 주어의 동작이나 상태 등을 설명하는 중심 성분으로, '무엇이 어찌하다' '누가 무엇이다' '누가 어떠하다'에서 '어찌하다' '무엇이다' '어떠하다'에 해당된다. 여기에서 '어찌하다'는 동사, '무엇이다'는 체언에 서술격 조사 '이다'를 결합한 것, '어떠하다'는 형용사이다.
한나는 오늘 학교에 간다. (동사) 
상호는 매우 훌륭한 사람이다. (체언+서술격 조사) 
꽃이 매우 아름답다. (형용사)

대부분의 자동사나 형용사는 한 개의 주어만을 필수적으로 가지므로 이를 '한 자리 서술어'라 하고, 타동사나 형용사 '같다'처럼 주어 이외에 또 다른 한 개의 성분을 필요로 하는 것을 '두 자리 서술어', 동사 '주다'처럼 세 개의 성분을 필요로 하는 것을 '세 자리 서술어'라고 한다.
그는 (우리를 남겨 두고) (홀로) 갔다. (한 자리 서술어) 
(너의) 모습은 (아름다운) 꽃과 같다. (두 자리 서술어) 
나는(주어) 축하객들에게(부사어) 답례품을(목적어) 주었다. (세 자리 서술어)

그 밖에도 본용언과 보조 용언이 합쳐져 하나의 서술어가 되기도 한다.
한나는 오늘 비로소 합격하게 되었다.

목적어
서술어만으로는 어떤 행위나 동작을 완전하게 표현하지 못하는 타동사의 행위나 동작의 대상을 나타내는 문장 성분을 말한다. 즉 문장에서 '무엇을' '누구를'에 해당한다. 목적격 조사 '을·를'이 체언에 결합하여 성립되며, 목적격 조사 대신 보조사가 결합하거나 생략될 수도 있다.
나는 사과를 좋아한다. (목적격 조사) 
예나는 포도만 좋아한다. (보조사) 
나 빵 줘. (목적격 조사 생략)

보어
불완전한 상태나 동작을 보충해 주는 말, 즉 서술어를 도와 완전한 문장을 만드는 문장 성분을 말한다. 체언에 조사 '이·가'가 결합하여 보어가 되는데, 이 경우 보어의 도움을 받아야 하는 서술어에는 '되다' '아니다'의 두 가지가 있다.
선우는 이제 고등학생이 되었다. 
경희는 아직 성년이 아니다.

### 부속 성분
문장에서 주성분의 내용을 꾸며 주는 구실을 하는 성분으로, 반드시 필요한 성분은 아니다.
관형어
체언을 꾸며 주는 성분으로, 문장에서 '어떠한·무엇의·누구의'에 해당한다. 즉, 주로 관형사에 의해 성립되며, 관형격 조사 '의'가 체언에 붙거나 관형절에 의해서도 성립된다.
그는 새 옷을 입고 나왔다. (관형사) 
지하철의 편리함을 깨달아야 한다. (체언+관형격 조사) 
한나는 그가 훌륭하다는 것을 알게 되었다. (관형절)

부사어
문장에서 주로 용언이나 다른 부사를 꾸며 주는 말로, '어떻게'에 해당한다. 부사는 물론 부사에 보조사가 결합되거나 체언에 부사격 조사가 결합되어 쓰이기도 한다.
달이 몹시 밝다. (부사) 
달이 무척이나 밝아 보인다. (부사+보조사) 
돈으로 물건을 살 수 있다. (체언+부사격 조사)

- 성분 부사어는 문장 안의 특정 성분을 꾸며 주는 부사어로, 동사나 형용사 등의 서술어, 관형어, 다른 부사어를 꾸민다.
- 문장 부사어는 문장 전체를 꾸며 주는 부사어로, '과연·설마·확실히' 등이 있다.

독립어
문장의 어떤 성분과도 직접 관련이 없는 독립된 성분을 말한다. 감탄하는 말, 부르거나 대답하는 말, 놀람·느낌 등을 나타내는 감탄사로 이루어진다. 그 밖에도 체언에 호격 조사가 결합한 것도 독립어가 된다.
어머나, 그런 줄 몰랐구나! (감탄사) 
한나야, 어서 과일 먹어라. (체언+호격 조사) 

## 문장 분류
문장은 그 구조와와 기능에 따라 여러가지로 분류할 수 있다. 대부분의 언어에서 기본적으로는 다음과 같이 분류할 수 있다.
통사적인 구조에 따라
- 단문
- 복문
- 중문

발화 의도 또는 목적에 따라
- 평서문
- 의문문
- 명령문
- 기원문
- 감탄문

이 밖에도 문장 유형은 필요에 따라 더 상세하게 구분하기도 한다.

## 짜임새
문장은 성분들의 짜임새에 따라 '홑문장'과 '겹문장'으로 나뉘며, 겹문장은 다시 '안은 문장'과 '이어진 문장'으로 나뉜다. 홑문장은 문장에서 가장 중요한 서술어와 주어가 한 번만 맺어져 있는 문장 짜임새를 말하며, 겹문장은 한 개 이상의 홑문장이 다른 문장 속의 한 성분으로 안겨서 문장 속의 문장이 되거나, 홑문장들이 서로 이어져 하나의 문장을 이루는 것을 말한다.
그는 오지 않았다. (홑문장)

나는 장난을 좋아하는 그가 싫다. (겹문장)

예술은 길고, 인생은 짧다. (겹문장)

### 안은 문장
한 홑문장이 절 형식으로 바뀌어 다른 문장의 성분이 되는 겹문장을 말한다. 홑문장이 명사절·관형절·부사절·서술절·인용절이 되어 안긴다.
명사절을 안은 문장

한 문장이 명사절이 되어 전체 문장 안에서 한 성분이 된다. 
그가 공부를 잘하는 것은 선생님 덕분이다.

관형절을 안은 문장

한 문장이 관형절이 되어 체언을 수식하는 관형어의 구실을 한다. 
한나는 성격이 매우 좋은 아가씨라고 한다.

부사절을 안은 문장

한 문장이 부사절이 되어 전체 문장의 부사어 구실을 한다. 
그는 과연 아무 말도 없이 참아낼 수 있을까?

서술절을 안은 문장

한 문장이 서술절이 되어 전체 문장의 서술어 구실을 한다. 
그의 아들은 머리가 좋다.

인용절을 안은 문장
한 문장이 인용절이 되어 전체 문장 속에 안겨 있다.
그는 오늘이 광복절이라고 말했다. (간접 인용절)

그는 "오늘이 광복절이다"라고 말했다. (직접 인용절)

### 이어진 문장
둘 이상의 홑문장이 이어져 겹문장이 되는 경우를 말한다.
대등하게 이어진 문장

앞절과 뒷절의 위치를 바꾸어도 뜻이 바뀌지 않는, 대등한 문장끼리 이어진 것을 말한다. 앞절은 뒷절에 대해 나열·대조·선택의 뜻을 가진다. 
나는 남성이고, 그녀는 여성이다.

종속적으로 이어진 문장

앞절과 뒷절의 위치를 바꾸면 뜻이 달라지거나 모순이 되는 문장을 말한다. 앞절은 뒷절에 대해 조건·이유·결과 등의 뜻을 가진다. 
가을이 되면 나뭇잎이 떨어진다.

## 표현 방식
글이란 주관적으로 볼 때 자기가 생각한 대로를 정확하게 표현하는 것이 목적이지만, 대략적으로 볼 때는 그것을 읽는 사람에게 감동과 공감을 갖도록 하는 것이 목적이다. 그러기 위해서는 문장이 정확하고 아름답고 매력이 있어야 하며, 또 힘이 들어 있어야 한다. 문장을 정확하고 아름다우며, 매력과 힘을 갖추게 하는 방법을 글의 기교라고 한다.
이해를 목적으로 하는 글이 정확하게 표현되도록 꾸며져야 하며, 느낌을 목적으로 하는 글은 단순히 문법적으로 정확하다는 뜻 이외에도 우리의 감각에 호소하도록 써야 한다. 이런 사실과 관련해서 효과적인 문장 표현에 있어서 주의해야 할 사항들로,
- 낱말의 정확한 선택과 효과적인 배열.
- 구체적 표현
- 적합한 비유.
- 의미의 풍부성과 적절한 암시성.

등이 있다. 한편 구체적인 문장 표현의 기법에는 매우 여러 가지가 있으나 이를 크게 나누어보면, 문장의 뜻을 강하게 높이는 강조법, 어떤 것을 다른 어떤 것에 견주는 비유법, 문장의 단조로움을 덜기 위하여 변화를 주는 변화법의 세 가지 방법이 있다.
- 강조법에는 과장법, 반복법, 영탄법, 점층법, 대조법, 열거법, 미화법, 역설법 등이 있고,
- 비유법에는 직유법, 은유법, 풍유법, 대유법, 활유법, 의인법, 의성법, 의태법, 중의법 등이 있으며,
- 변화법에는 설의법, 도치, 경구, 대구법, 인용법, 반어법, 생략 등이 있다.

## 남북한의 관련 용어
한국어를 중심으로 문장과 관련하여 많은 용어가 사용되는데, 동일한 개념이 한자어 또는 고유어로 다르게 표현되기도 하며 대한민국에서 사용되는 용어와 조선민주주의인민공화국에서 사용되는 용어가 차이가 나기도 한다. 완전히 동일한 개념이 용어만 다른 경우도 많으나 경우에 따라서는 개념 상에 미세한 차이가 있는 경우도 있다.
- 가진월 =안은문장
- 간투문(間投文) (문화어)
- 감탄문(感歎文) ≒느낌월
- 거듭월 =병렬문, =복문 (複文)
- 결합복합문(結合複合文) (문화어)
- 겹문장
- 겹월 =복문(複文)
- 겹친복합문(--複合文) (문화어) ≒병립복합문
- 구어문(口語文) ≒입말글 -> 참조: 문어문
- 권유문(勸誘文) (문화어)
- 긍정문(肯定文)
- 긍정의문문(肯定疑問文) -> 참조: 부정 의문문
- 나란히월 =병렬문
- 내포문(內包文) =안은문장
- 느낌문(--文) (문화어)
- 느낌월 =감탄문
- 능동문(能動文) -> 참조: 피동문
- 단문(單文) ≒홑문장, 홑월 -> 참조: 복문(複文), 중문(重文), 혼합문
- 단순단일문(單純單一文) (문화어)
- 단순문(單純文) (문화어)
- 단어문장(문화어)
- 단일구성문(單一構成文) (문화어) ≒외구성문, 일부구성문
- 단일문(單一文) (문화어)
- 대등문(對等文) =병렬문
- 도문(倒文) =도어 (倒語), =도치문
- 도치문(倒置文) ≒도문(倒文), 전도문(顚倒文) -> 참조: 도어(倒語), 도치법
- 두구성문(-構成文) (문화어) ≒이부구성문, 짝구성문
- 따옴월 =인용문
- 딸림월 =종속문
- 명령문(命令文) ≒시킴월
- 명명문(命名文) (문화어)
- 목적부문(目的副文) (문화어)
- 못부정문(-否定文) -> 참조: 안 부정문
- 몽상문(蒙上文)
- 무인칭문(無人稱文) (문화어)
- 무주어문(無主語文)
- 문어문(文語文) ≒글말글 -> 참조: 구어문
- 물음문(--文) (문화어)
- 물음월 =의문문
- 미정인칭문(未定人稱文) (문화어)
- 반어의문문(反語疑問文) ≒수사 의문문
- 벌임월 =병렬문
- 베풂월 =평서문
- 병렬문(竝列文) ≒거듭월, 나란히월, 대등문, 벌임월, 중문(重文)
- 병렬복합문(竝列複合文) (문화어)
- 병립복합문(竝立複合文) (문화어) =겹친복합문
- 보편인칭문(普遍人稱文) (문화어)
- 복문(複文) ≒거듭월, 겹월, 복합문 -> 참조: 단문(單文), 중문(重文), 혼합문
- 복합문(複合文) =복문(複文)
- 부문(副文)
- 부문장 =종속문
- 부정문(否定文)
- 부정의문문(否定疑問文) -> 참조: 긍정 의문문
- 불완전문(不完全文) (문화어) ≒중단문(中斷文)
- 비전개문(非展開文) (문화어)
- 사동문(使動文) -> 참조: 주동문
- 생략문(省略文) (문화어) =줄임문
- 서술문(敍述文) =평서문
- 섞임월 =혼합문
- 설명부문(說明副文) (문화어) =첨가부문
- 설명의문문(說明疑問文) -> 참조: 판정 의문문
- 수사의문문(修辭疑問文) =반어 의문문
- 술어부문(述語副文) (문화어)
- 시간부문(時間副文) (문화어)
- 시킴문(--文) (문화어)
- 시킴월 =명령문
- 안긴문장
- 안부정문(-否定文) -> 참조: 못 부정문
- 안은문장 ≒가진월, 내포문, 안은월, 유속문, 포유문
- 안은월 =안은문장
- 알림문(--文) (문화어)
- 양상부문(樣相副文) (문화어) =양태부문.
- 양태부문(樣態副文) (문화어) ≒양상부문
- 얽힘복합문(--複合文) (문화어) ≒합성복합문
- 연합문(聯合文) =이어진문장
- 완전문(完全文) (문화어)
- 외구성문(-構成文) (문화어) =단일구성문
- 원인부문(原因副文) (문화어)
- 유속문(有屬文) =안은문장
- 으뜸월 =주문 (主文)
- 의문문(疑問文) ≒물음월
- 이문(吏文)
- 이부구성문(二部構成文) (문화어) =두구성문
- 이어진문장
- 이은월 =이어진문장
- 이음복합문(--複合文) (문화어) ≒접속복합문
- 인문(引文) =인용문
- 인용문(引用文) ≒따옴월.
- 인칭문(人稱文) (문화어)
- 일부구성문(一部構成文) (문화어) =단일구성문
- 장소부문(場所副文) (문화어)
- 전개문(展開文) (문화어)
- 전도문(顚倒文) =도치문
- 접속복합문(接續複合文) (문화어) =이음복합문
- 정도부문(程度副文) (문화어)
- 조건부문(條件副文) (문화어)
- 종속문(從屬文) ≒딸림월, 부문(副文), 부문장 -> 참조: 주문(主文)
- 종속문장(문화어)
- 종속복합문(從屬複合文) (문화어)
- 주동문(主動文) -> 참조: 사동문
- 주문(主文) ≒으뜸글, 으뜸월, 주문장(主文章) -> 참조: 종속문
- 주문장 =주문(主文)
- 주어부문(主語副文) (문화어)
- 줄임문(--文) (문화어) ≒생략문
- 중단문(中斷文) (문화어) =불완전문
- 중문(重文) =병렬문
- 짝구성문(-構成文) (문화어) =두구성문
- 첨가부문(添加副文) (문화어) ≒설명부문
- 청유문(請誘文) ≒꾐월
- 추김문(--文) (문화어)
- 판정의문문(判定疑問文) -> 참조: 설명 의문문
- 평서문(平敍文) ≒베풂월, 서술문
- 포유문(抱有文) =안은문장
- 피동문(被動文) -> 참조: 능동문
- 합성복합문(合成複合文) (문화어) =얽힘복합문
- 핵문(核文)
- 혼문(混文) =혼합문
- 혼성문(混成文) =혼합문
- 혼합문(混合文) ≒섞임월, 혼문, 혼성문 -> 참조: 단문(短文), 복문
- 홑문장 =단문(單文)
- 홑월 =단문 (單文)
- 확대단일문(擴大單一文) (문화어)
- 확대문(擴大文) (문화어)
- 확인의문문(確認疑問文)

## 같이 보기
- 문자
- 단락
- 논리학
- 서법
- 통사론